# Purusia wappesi
Purusia wappesi är en skalbaggsart som beskrevs av Martins och Maria Helena M. Galileo 2004. Purusia wappesi ingår i släktet Purusia och familjen långhorningar. Inga underarter finns listade i Catalogue of Life.